# Tamara Brinkman
Tamara Brinkman (Laren, 31 mei 1978) is een Nederlands actrice, voice-over en radio- en televisiepresentatrice.

## Levensloop
Na de havo ging Brinkman naar de acteursopleiding Het Docentencollectief. In oktober 1996 maakte ze haar acteerdebuut in de RTL 4-soap Goede tijden, slechte tijden waarin ze een gastrol als hotelgast vertolkte. Hierna volgde meerdere kleine rollen in series zoals Oppassen!!! en Goudkust. Brinkman verkreeg vervolgens in september 1997 grotere bekendheid toen ze de rol van Babette Maters-Couwenberg ging vertolken in Onderweg naar Morgen, ze was als dit personage te zien tot 2001. Ze heeft zich daarna verder ontwikkeld als actrice en begon ondertussen ook voice-over en presentatie werk te doen. 
Ze werd onder andere de stem van de jongerenzender Nickelodeon en de stem van de VJ Virtuele Sita op TMF Nederland (2002-2003) en is nog altijd te horen in vele radio en televisie commercials.
Van juni 2004 tot en met januari 2006 was zij sidekick en producer van Ruud de Wild bij het radioprogramma ruuddewild.nl. Van april 2006 tot en met september 2010 presenteerde Brinkman een eigen avondprogramma op Slam!FM. Als presentatrice was ze tussen 2005 en 2007 regelmatig te zien op Nickelodeon voor diverse programma's en in 2007 was ze de host van het Veronica programma Roadrun. Daarnaast was ze in 2008 ook een van de presentatoren van het RTL Travel seizoen: Share Your Planet.
Vanaf 2009 ging Brinkman zich weer meer focussen op acteren en was ze twee weken als het personage Charlie Fischer in Goede tijden, slechte tijden te zien, ze verving tijdelijk actrice Lieke van Lexmond die herstellende was van een operatie. Hierna volgde meerdere kleine rollen, zo was ze onder andere te zien in de televisieseries De Meisjes van Thijs, Divorce, A'dam - E.V.A., Danni Lowinski en Flikken Maastricht. Tevens speelde Brinkman diverse rollen in korte films, waaronder in De club van lelijke kinderen en Bounty.
Hierna volgde de grotere rollen voor Brinkman, zo was ze een aantal maanden te zien als de ambitieuze maar onhandige secretaresse Linda in de Net5-serie Fashion Planet en speelde ze van 2014 tot en met 2015 de rol van lijkschouwer Cathelijne de Wind in de SBS6-politieserie Bureau Raampoort.
Op 30 december 2019 maakte Brinkman haar rentree in de RTL 4-soap Goede tijden, slechte tijden, ditmaal als het nieuwe personage Saskia Verduyn die samen met haar gezin naar het soapdorp verhuisde. De actrice kreeg veel positieve reacties op de haar heftige verhaallijn rondom de verkrachting door Dokter Roman. Met deze verhaallijn werd Brinkman in het najaar van 2022 genomineerd voor de Televizier Ster Impact, ze wist de prijs niet te winnen.

## Filmografie

### Film
- 2004: Verdwaald, als Margot
- 2009: Eddie's Back in Town, als slachtoffer
- 2011: Riesig, als dochter
- 2012: De club van lelijke kinderen, als talkshow gast
- 2013: Bounty, als Elleke
- 2013: Follow, als vrouw
- 2014: Hè, gezellig, als Ulla
- 2014: Belofte maakt schuld, als Sofie
- 2015: What Time Is It?, als Sarah
- 2017: Molly, als Margaret
- 2024: De mooiste dag, als uitgever
- 2024: Mees Kees op eigen benen, als moeder van Tobias

### Televisie
- 1996: Goede tijden, slechte tijden, als gast in Hotel Dendermonde
- 1997: Goudkust, als leerling
- 1997-2001: Onderweg naar Morgen, als Babette Maters-Couwenberg
- 1998: Oppassen!!!, als klant in supermarkt
- 2002: Costa!, als Shayra
- 2002: Meiden van De Wit, als Eva
- 2003: Het geheim van de Lindenborch, als Jane
- 2009: Goede tijden, slechte tijden, als Charlie Fischer (vervangster)
- 2010: Gooische Frieten, als klant
- 2011, 2012: De Meisjes van Thijs, als Katja / Bibi
- 2012: Divorce, als sauna-medewerkster
- 2013: De Man met de Hamer, als Iris Vroegop
- 2014: Danni Lowinski, als Connie
- 2014: Rechercheur Ria, als Sophie ter Laak
- 2014: Fashion Planet, als Linda de Vries
- 2014: Flikken Maastricht, als Marielle
- 2014: A'dam - E.V.A., als Chantal
- 2014-2015: Bureau Raampoort, als Cathelijne de Wind
- 2016: Roos Kamerloos, als Mieke
- 2018: Zomer in Zeeland, als Titia van Duin
- 2018: Lekker dan, als Emma
- 2019-2024: Goede tijden, slechte tijden, als Saskia Verduyn
- 2024: The Passion, als Discipel